# Mascarose II d'Armagnac
Mascarose II de Lomagne, morte avant le 15 septembre 1254, fut comtesse d'Armagnac et de Fezensac de 1246 à 1254. Elle était fille de Arnaud Odon, vicomte de Lomagne, et de Mascarose Ire, comtesse d'Armagnac et de Fésensac.
Elle fut mariée à Eschivat de Chabanais, mais n'eut pas d'enfant. À cette occasion, son père lui transmit les comtés d'Armagnac et de Fézensac, toujours revendiqués par Géraud, vicomte de Fézensaguet. La mort de Mascarose l'année suivante mit fin au conflit, car son héritier était ce même Géraud, qui devint Géraud VI, comte d'Armagnac.